# Characidium stigmosum
Characidium stigmosum es una especie de peces de la familia Crenuchidae en el orden de los Characiformes.

## Morfología
Los machos pueden llegar alcanzar los 4,3 cm de longitud total.
- Número de  vértebras: 32-33.[1]

## Hábitat
Vive en zonas de alta altitud.

## Distribución geográfica
Se encuentran en Sudamérica: Brasil.